# 에디푸스 왕
《에디푸스 왕》(이탈리아어: Edipo re)은 이탈리아와 모로코에서 제작된 피에르 파올로 파솔리니 감독의 1967년 영화이다. 실바나 망가노 등이 주연으로 출연하였다.

## 출연

### 주연
- 실바나 망가노
- 프랑코 치티

### 조연
- 알리다 발리
- 줄리언 벡
- 카르멜로 베네
- 니네토 다볼리
- 피에르 파올로 파솔리니
- 파올로 페라리